# Рязанцев Олександр Володимирович
Олександр Володимирович Рязанцев (рос. Александр Владимирович Рязанцев; 15 березня 1980, м. Москва, СРСР) — російський хокеїст, захисник.

## Ігрова кар'єра
Вихованець хокейної школи «Спартак» (Москва). Виступав за «Спартак» (Москва), «Вікторіявілл Тайгерс» (QMJHL), «Герші Берс» (АХЛ), «Мілвокі Адміралс» (АХЛ), «Локомотив» (Ярославль), «Динамо» (Москва), СКА (Санкт-Петербург), «Авангард» (Омськ), «Витязь» (Чехов), «Автомобіліст» (Єкатеринбург), «Салават Юлаєв» (Уфа), «Трактор» (Челябінськ), «Сєвєрсталь» (Череповець), «Динамо» (Балашиха), «Нафтохімік» (Нижньокамськ), «Амур» (Хабаровськ).
У складі національної збірної Росії учасник чемпіонату світу 2005 (9 матчів, 0+3). У складі молодіжної збірної Росії учасник чемпіонатів світу 1999 і 2000.

## Досягнення
- Чемпіон світу серед молодіжних збірних — 1999.
- Бронзовий призер чемпіонату світу — 2005.
- Володар Кубка Гагаріна — 2011.
- Володар Кубка європейських чемпіонів — 2006.